# Juan Antonio Samaranch Olympic Hall
De Juan Antonio Samaranch Olympic Hall ( Bosnisch, Kroatisch en Servisch : Olimpijska dvorana Juan Antonio Samaranch / Олимпијска дворана Хуан Антонио Самаран; voorheen Zetra Olympic Hall) is een multifunctionele arena in Sarajevo, Bosnië en Herzegovina. De arena werd genoemd naar Juan Antonio Samaranch in 2010 na zijn dood. De indoor arena werd gebruikt voor talrijke sportevenementen zoals de Olympische Winterspelen van 1984 en de European Youth Olympic Winter Festival 2019 .

## Geschiedenis
De bouw van het complex begon in juni 1981 en werd officieel geopend door voormalig voorzitter van het Internationaal Olympisch Comité, Juan Antonio Samaranch, op 14 februari 1982.
Zetra Olympic Hall is speciaal gebouwd voor de Olympische Winterspelen van 1984, die werden georganiseerd in Sarajevo. Het eerste grote evenement was het Wereldkampioenschappen schaatsen junioren in 1983. Het werd beschreven als een "ultramodern, hoekig gebouw" met een koperen dak. De overdekte locatie organiseerde al meermaals ijshockey- en kunstschaatsevenementen.